# جورج برونر (لاعب هوكي الحقل)
جورج برونر (بالألمانية: Georg Brunner)‏ هو لاعب هوكي الحقل ألماني، ولد في 15 ديسمبر 1897 في لايبزيغ في ألمانيا، وتوفي في 16 نوفمبر 1959.

## وصلات خارجية
- جورج برونر على موقع اللجنة الأولمبية الدولية (الإنجليزية)
- جورج برونر على موقع أوليمبيديا (الإنجليزية)